# Robert B. Dickey
Robert Barry Dickey (ur. 10 listopada 1811 w Amherst w Nowej Szkocji, zm. 14 lipca 1903 tamże) – kanadyjski polityk II poł. XIX wieku. Był uczestnikiem konferencji w Charlottetown i w Quebecu. Zaliczany jest do grona Ojców Konfederacji.
Robert Dickey studiował prawo i rozpoczął praktykę adwokacką w Nowej Szkocji w 1834 i Nowym Brunszwiku w rok później. W 1858 został powołany do Rady Legislacyjnej Prowincji Nowa Szkocja. Będąc jej członkiem, dwukrotnie podróżował do Londynu w sprawie negocjacji budowy Kolei Interkolonialnej. Był także konsulem kanadyjskim w USA oraz dyrektorem Nova Scotia Electric Telegraph Company.
Dickey był jednym z przedstawicieli Nowej Szkocji na konferencjach w Charlottetown i w Québecu. Nie udał się na konferencję londyńską, gdyż nie zgadzał się z postulatami na temat Nowej Szkocji w rezolucji quebeckiej. Gdy jednak przyszło do ratyfikacji postanowień konferencji, głosował za ich przyjęciem. W 1867 po zawiązaniu Konfederacji został mianowany senatorem, którym pozostał do swej śmierci w 1903 r.